# ريان رييس
ريان رييس (10 أغسطس 1983 بلوس أنجلوس في الولايات المتحدة - ) هو لاعب كرة سلة فلبيني في مركز مدافع مسدد الهدف. لعب مع تي إن تي كاتروبا.

## وصلات خارجية
- ريان رييس على موقع ريلجم (الإنجليزية)
- ريان رييس على موقع بروبوليرز (الإنجليزية)